# Fonte musculaire
 Mise en garde médicale
Une fonte musculaire peut être observée dans de nombreuses situations physiologiques ou pathologiques :
- lors du vieillissement ;
- en absence d'activité physique ;
- en présence d'un hypercatabolisme ;
- lors de maladies génétiques…

Tous les tissus de l'organisme comme le muscle squelettique subissent un remodelage permanent permettant le remplacement des parties altérées et assurant ainsi le maintien de l'intégrité de leurs  fonctions. Les protéines, dont le rôle est aussi bien contractile, structurel que métabolique, sont une composante essentielle du muscle. Leur renouvellement permanent dépend de processus biochimiques qui impliquent simultanément la synthèse et le catabolisme. L'équilibre entre synthèse et catabolisme conditionne la conservation de la masse des protéines musculaires.

## Fonte musculaire liée à l'âge

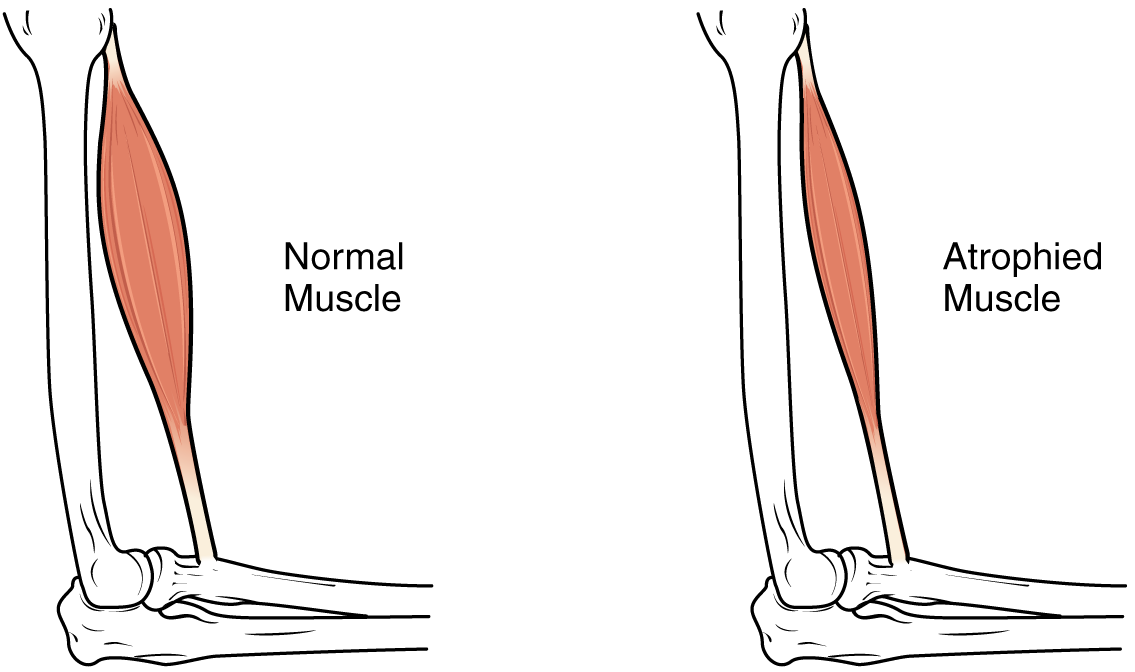
Schéma simplifié de l'atrophie musculaire.

### Diminution de la masse musculaire liée à l'âge
Entre 20 et 60 ans on observe une diminution d'environ 40 % de la section transversale du muscle chez l'Homme,,.
La fonte musculaire avec l'avancée en âge s'explique essentiellement par une perte de fibres musculaires de type I et II,. Alors que le nombre de fibres  baisse de seulement 5 %  entre 24 et 50 ans, une diminution de 30 et 40 % est observée entre 50 et 80 ans. Cela aboutit à une réduction annuelle d'environ 1 % de la surface de section du muscle au-delà de 50 ans,.
Cependant, l'atrophie de la fibre musculaire, c'est-à-dire la diminution de leur diamètre, est également impliquée pour expliquer la diminution de la masse musculaire liée à l'âge,,. Contrairement à la diminution de la masse musculaire liée à l'âge, l'atrophie n'affecte pas de manière similaire tous les types de fibres musculaires. En effet, ce sont les fibres de type II qui semblent être le plus affectées par l'avance en âge, avec une baisse de 20 à 60 % de leur diamètre,.
De nombreuses hypothèses ont été avancées pour expliquer l'atrophie des fibres musculaires des populations âgées. L'une des principales causes retenues concerne la diminution de la synthèse des protéines musculaires avec l'âge. Elle touche tout particulièrement les chaînes lourdes de myosine, dont la synthèse peut diminuer de 45 % au-delà de 75 ans,,.

### Diminution de la force musculaire liée à l'âge
En moyenne, la  force musculaire des extenseurs du genou est réduite de 20 et 40 % entre 20 et 70-80 ans,. Des résultats du même ordre sont observés pour les fléchisseurs de l'épaule et du poignet,. La réduction de force musculaire semble s'accélérer tout particulièrement entre 60-70 ans. Des études longitudinales observent ainsi une réduction de 30 à 40 % de la force des extenseurs du genou et de l'épaule  entre 60 et 70 ans,.

### Sarcopénie
Lorsque la fonte musculaire liée à l'âge atteint un certain seuil, elle conduit à une pathologie : la sarcopénie. Toutefois, il existe des stratégies nutritionnelles pouvant la prévenir.

## Fonte musculaire liée à l'inactivité physique

### Diminution de la masse musculaire liée à l'inactivité physique
L'immobilisation entraine une réduction de la surface et de la taille des fibres musculaires. 
Chez des sujets adultes, 2 à 5 semaines d'immobilisation réduisent la surface des fibres de 10 à 70 % suivant la durée d'immobilisation et le type de fibres, les fibres de type I étant les plus touchées,,. Après 3 semaines d'alitement ou 14 jours de suspension de la jambe, une diminution d'environ 10 % de la section transversale du quadriceps est observée,,. Celle-ci peut atteindre 18 % après 17 semaines d'alitement.
La réduction de la masse musculaire due à l'inactivité s'explique principalement par une atrophie des fibres de type I et II,,. Néanmoins, contrairement aux effets de l'avance en âge, les fibres de type I semblent davantage affectées par l'inactivité. Après 6 semaines d'alitement, plusieurs études ont montré chez l'Homme d'importantes diminutions du diamètre des fibres de type I et une diminution plus faible du diamètre des fibres de type II,,.
La réduction de l'activité physique est une situation fréquemment observée chez les personnes hospitalisées pour une longue durée mais également chez les personnes âgées, qu'elle soit liée à une faiblesse musculaire, à une chute ou à la suite d'une pathologie. L'atrophie musculaire générée par ces périodes d'immobilisation prolongées est plus importante chez un sujet âgé que chez un sujet jeune,.

#### Cas particulier de la perte de fonte musculaire induite par une lésion de la moelle épinière
On l'a longtemps principalement ou simplement attribuée à l'inactivité des muscles,, mais des chercheurs ont récemment (Harrigan et al., 2023) constaté que, quantitativement, la fonte musculaire thoracique est fortement influencée par la position de la lésion sur la moelle épinière, et qu'une lésion basse entraînait plus de perte de muscle qu'une lésion plus haute (T9).
Ils ont aussi  démontré que la signalisation des glucocorticoïdes était impliquée dans ce processus : l'inhibition de cette voie réduisait la fonte musculaire après une lésion de la T3, et la délétion des récepteurs des glucocorticoïdes dans les muscles squelettiques annulait les effets du niveau de la lésion (« L'ablation des glandes surrénales ou l'inhibition des récepteurs des glucocorticoïdes a réduit la fonte musculaire après une lésion de la T3, et la délétion génétique des récepteurs des glucocorticoïdes des muscles squelettiques a aboli les effets dépendants du niveau lésion sur la fonte musculaire »). Ce travail laisse penser que contrôler la signalisation des glucocorticoïdes pourrait limiter la fonte musculaire après ce type de lésion.

### Diminution de la force musculaire liée à l'inactivité physique
Chez l'homme, 1 à 2 semaines d'inactivité des membres inférieurs induit une réduction de 15 % de la force des extenseurs du genou chez des sujets d'une vingtaine d'années,,. Cette diminution peut atteindre plus de 20 % après 4 semaines d'inactivité.

### Fonte musculaire liée à un hypercatabolisme
L'hypercatabolisme protéique correspond à une dégradation anormalement accélérée des protéines de l'organisme. Il est l'une des caractéristiques de la réponse métabolique à l'agression (acte chirurgical, cancers, traumatisme, personnes âgées fragiles…). La balance azotée est dans cette situation toujours négative et les pertes d'azote peuvent être considérables (> 25 g·L-1, soit 500 g·j-1 de masse maigre). Les acides aminés libérés à partir des protéines musculaires sont utilisés par le foie pour la gluconéogenèse et la synthèse des protéines de la phase aiguë. Il a été récemment montré chez des traumatisés crâniens que la protéolyse totale était multipliée par 2,2 et la synthèse protéique totale par 2.

## Fonte musculaire liée à des maladies neuronales
Les maladies neuromusculaires se traduisent pour la plupart par une perte de force musculaire transitoire (myasthénie, paralysies périodiques) ou permanente et s'aggravant progressivement (dystrophies musculaires progressives) ou restant stable (amyotrophies spinales). Cette perte de force s'accompagne le plus souvent d'une fonte musculaire (amyotrophie).
Ce sont des maladies liées à une anomalie, soit de la fibre musculaire, soit de la jonction de celle-ci avec son nerf moteur (motoneurone), soit du nerf moteur (motoneurone périphérique). 
Il y a plus de 40 maladies liées à une atteinte primitive et isolée de l'unité motrice, que l'on peut rassembler en plusieurs groupes :
- atteintes de la fibre musculaire : myopathies ;
- atteintes de la jonction musculaire : myasthénie ;
- atteintes du nerf moteur périphérique : maladie de Charcot-Marie-Tooth.

## Stratégie de prévention de la fonte musculaire

### L'exercice physique
Les exercices en endurance permettant d'améliorer l'équilibre et l'appétit et d'augmenter les capacités respiratoires et la synthèse protéique musculaire en ayant toutefois une action minime sur la force musculaire,.
La pratique d'une activité physique régulière et adaptée alliant des exercices en endurance et des exercices en force est essentielle pour ralentir le phénomène de vieillissement musculaire. Cependant, l'activité physique de loisir n'est pas suffisante pour prévenir totalement la diminution de masse musculaire avec l'âge mais elle permet de retarder la sensation de  fatigue, d'améliorer  l'équilibre et ainsi de prévenir les chutes et de contribuer à améliorer la qualité de vie. 

### Nutrition pulsée
Elle consiste à apporter 80 % des apports protéiques journaliers recommandés (soit 1  à   1,2 g·kg-1 de protéines par jour chez la personne âgée) en un seul repas, de préférence le déjeuner. Cette stratégie permet de saturer partiellement l'extraction splanchnique et ainsi d'obtenir une meilleure biodisponibilité des acides aminés pour la stimulation de la synthèse protéique postprandiale,,,,,,. Elle est cependant difficile à mettre en œuvre. 

### Leucine
La leucine stimule la protéosynthèse musculaire par son action sur la voie mTOR,,. Cependant, cet effet est limité en raison de l'augmentation de la séquestration splanchnique de la leucine avec l'âge. D'autre part, il n'a pas été démontré qu'une complémentation à long terme en leucine soit efficace pour augmenter la masse musculaire chez les sujets âgés.

### Citrulline
La citrulline est le seul acide aminé à ne pas être capté par le foie ce qui lui permet d'échapper à l'extraction splanchnique. La citrulline a un pouvoir stimulant sur la voie mTOR. Ainsi, un apport chronique de L-citrulline chez le rat âgé permet de corriger les effets du vieillissement sur la composition corporelle et notamment d'augmenter  de l'ordre de 20 % la masse musculaire. Ce travail expérimental a été confirmé chez l'Homme puisqu'il apparaît qu'un apport de citrulline par voie orale permet d'augmenter de 25 % la vitesse de synthèse protéique musculaire.

### Vitamine D
La vitamine D a montré son efficacité dans la réduction du nombre de chutes liées à la faiblesse musculaire. Il est conseillé chez les personnes âgées de consommer 800 UI de vitamine D3 par jour (soit 20 µg).

### «Protéines rapides»
La vitesse d'absorption des protéines peut jouer un rôle important dans la biodisponibilité postprandiale des acides aminés et donc avoir une incidence sur la stimulation de la synthèse protéique musculaire. Dans ce contexte, plus l'apparition des acides aminés dans le sang est massive et rapide, plus l'aire splanchnique a des chances d'être saturée. Il reste à déterminer si l'effet se poursuit à long terme et surtout si la consommation de « protéines rapides » (comme les protéines du lactosérum) a une incidence sur la masse et la force musculaire ainsi que sur la performance physique.